# Delta Force: Land Warrior
Delta Force: Land Warrior es un videojuego perteneciente al género de disparos en primera persona. Es el tercer videojuego de la serie Delta Force producido por la empresa NovaLogic, y es la secuela del juego Delta Force 2. 

## Jugabilidad
Delta Force: Land Warrior cuenta con 30 misiones. El juego tiene lugar en varios lugares, incluyendo África, Indonesia, Egipto occidental y América del Sur. Los objetivos van desde la eliminación de objetivos de alto riesgo, tales como plantas de energía para rescatar rehenes VIP. Antes de la implementación, los jugadores tienen informados y tienen la tarea de recoger el equipo y el engranaje específico que desean para la misión, lo que les permite definir su estrategia de antemano , por ejemplo: un enfoque cauteloso con armas con silenciador, o un asalto sin cuartel con armamento pesado el jugador se introduce en la zona del objetivo por una multitud de medios, incluida la inserción en helicóptero o en paracaídas.. Una vez en tierra, los jugadores pueden navegar por el terreno a través de un uso de un mini-mapa, que contiene waypoints apuntando al jugador a su objetivo (s). En algunas misiones, el jugador conduce a un pelotón, lo que le permite emitir órdenes a sus compañeros de equipo, aunque la mayoría de las misiones enfrenta al jugador contra el enemigo. Un editor de mapas se incluye, permitiendo a los jugadores modificar los mapas existentes, o crear otros nuevos. 

## Multijugador
El modo multijugador permite hasta 50 jugadores para competir en el modos de juego Combate a muerte, Combate a muerte por equipos, Rey de la colina, Captura la bandera, Flagball, en el que hasta 4 equipos compiten para capturar una bandera situada en el centro del campo de batalla, y modo Cooperativo, que permite a cuatro jugadores a trabajar juntos para completar las misiones para un jugador estándar.

## Sinopsis
El juego comienza con el rescate de rehenes en una de las grandes pirámides de Giza. Más tarde se descubrió que los terroristas implicados pertenecen a la armada Frente Popular (APF), un grupo que se opone a la participación occidental en el Oriente Medio y está planeando ataques a facciones occidentales en Egipto. El equipo de Delta se apodera de depósitos de armas en una excavación en el oeste de Egipto y se llevó al líder de la APF, Meinhard Kreider, que es capturado en una redada en su fortaleza. 
Después del arresto de Kreider, el terrorista delante New Dawn es revelada por Nikogos Fazekas, quien tiene la intención de conseguir Kreider liberado de una prisión de la OTAN. Nuevo Amanecer y los restos de las fuerzas de la APF conducen un ataque contra una plataforma petrolífera del Mediterráneo, pero son detenidos por el equipo de Delta. Un nuevo amanecer lanza varios ataques contra Occidente, desde la toma de rehenes en las ruinas mayas de ocultar armas y drogas en el Líbano e Indonesia. Un rehén oficial Spetsaz tomada en Líbano es rescatado en un complejo fuertemente defendido por el equipo de Delta. El equipo luego destruye los cargamentos de droga en Indonesia. Un centro de entrenamiento de New Dawn se neutraliza durante una emboscada en el mar de Banda. Más tarde, el presidente del Banco Mundial es rescatado en una saiguden japonés. Finalmente, el equipo se reúne para rescatar al embajador estadounidense en México en las ruinas de Palenque y se detiene la entrega de una bomba radiológica de la península de Yucatán a Los Ángeles. Sin embargo, otra bomba radiológica escapó a un centro de detención abandonada cerca de Ciudad Juárez, pero fue detenido a tiempo por los miembros de la Fuerza Delta Mordedura de serpiente y Pitbull. 
Kreider es finalmente puesto en libertad por las fuerzas de la OTAN en una estratagema para arrinconar Fazekas. Kreider es recapturado en su camino a Colombia y Fazekas se hace un seguimiento a la isla de Pascua, donde se mata en un laberinto subterráneo de túneles. Las APF y Nuevo Amanecer que se desintegran después de la muerte Fazekas 'y recaptura de Kreider.

## Recepción
En los Estados Unidos, Delta Force: Land Warrior vendió más de 280.000 copias y ganó $ 7,6 millones en agosto del año 2006, después de su lanzamiento en noviembre del 2000. Fue el 71.er juego de computadora más vendido del país entre enero de 2000 y agosto de 2006. Con las ventas combinadas de todos los juegos de computadora de Delta Force liberado entre enero de 2000 y agosto de 2006 había llegado a 1,7 millones de unidades en los Estados Unidos en esta última fecha. El juego recibió críticas "promedio" según la página de reseñas de videojuegos Metacritic.